# Il était une fois Jésus
Pour les articles homonymes, voir Il était une fois.
Pour plus de détails, voir Fiche technique et Distribution.
Il était une fois Jésus (titre anglais : The Miracle Maker ; titre russe : russe : Чудотворец) est un film d'animation anglo-russe de Derek Hayes et Stanislav Sokolov, sorti en 2000. 

## Production
Le film a été réalisé en animation de pâte à modeler pour l'histoire principale, et en dessin animé traditionnel pour les flashbacks, visions, histoires et rencontres spirituelles, afin de les différencier.
Tous les personnages, jusqu'aux plus anecdotiques, ont des attitudes et des expressions faciales réalistes. Utilisée le plus souvent pour des films comiques ou burlesques (Wallace et Gromit, Robbie le renne, Chicken Run…), pour Il était une fois Jésus la technique de la pâte à modeler est mise au service d'une histoire. Cependant, quelques séquences d'animation traditionnelle émaillent le film.

## Synopsis
La vie adulte de Jésus-Christ, dans les grandes lignes, conté à la manière d'une fable. Des miracles prodigués (le légendaire « lève-toi et marche ») au supplice de la croix et à sa résurrection, la vie de Jésus ne fut pas un long fleuve tranquille. Il donnera sa vie pour sauver tous ceux qui croiront en lui.

## Fiche technique
- Titre français : Il était une fois Jésus
- Titre original anglais : The Miracle Maker
- Titre original russe : Чудотворец (translittération : Chudotvorets, litt. : Le faiseur de miracle)
- Réalisation : Derek Hayes et Stanislav Sokolov
- Scénario : Martin Lamb et Penelope Middelboe
- Société de production : BBC Television (GB) ; Noël Filmz (Russie) ; Icon Entertainment International
- Société de distribution : Icon Entertainment International
- Musique : Anne Dudley
- Pays d'origine : Angleterre, Russie
- Format : couleur
- Genre : drame historique, biographie
- Durée : 90 min
- Dates de sortie
  -  Angleterre : 31 mars 2000
  -  Russie : 31 mars 2000
  -  France : 12 avril 2000 (Box-office France : 21 299 entrées)

## Distribution
(voix originales)
- Ralph Fiennes : (VF : Daniel Beretta; VQ : Alain Zouvi) : Jésus
- Michael Bryant (VQ : Jacques Lavallée) : Dieu / le docteur
- Julie Christie (VQ : Sophie Faucher) : Rachel
- Rebecca Callard (VQ : Violette Chauveau) : Tamar
- James Frain (VQ : Daniel Picard) : Thomas
- Ian Holm (VQ : Michel Mongeau) : Pilate
- Miranda Richardson (VQ : Élise Bertrand) : Marie Madeleine
- David Thewlis (VQ : Benoît Rousseau) : Judas
- Ken Stott (VQ : Benoît Marleau) : Simon-Pierre
- Ewan Stewart (VQ : Mario Desmarais) : André
- Richard E. Grant (VQ : Jean-Luc Montminy) : Jean-Baptiste
- Anton Lesser (VQ : Sebastien Dhavernas) : Hérode